# Финкель, Натан Цви
Натан Цви Финкель (Носон Цви, или Нота-Хирш Финкель; 1849, Россиены, Российская империя, ныне Литва — 1927, Иерусалим, Подмандатная Палестина) — раввин, основатель иешивы «Слободка», видный деятель движения «Мусар», педагог, известен также как «ивр. Saba mi-Slobodka‎» («дедушка из Слободки»).

## Биография
Рав Финкель осиротел в раннем детстве, воспитывался у дяди в Вильне, к 15 годам уже имел репутацию блестящего талмудиста. После женитьбы жил в доме тестя близ Ковно. В 1871 году Финкель ознакомился с системой «мусар» и стал её приверженцем и пропагандистом.
Сумел добыть средства в Берлине на создание иешивы нового типа — колель, куда принимали с экзаменом уже женатых учеников и платили им стипендию. Такие иешивы существуют и по сей день. Создал иешивы и отделения в Ковно, Брянске, Шклове, Гродно, Тельше, Слободке и Слуцке.
В Слободке раввин Финкель занимал должность ивр. mashgiah‎. Рабби Финкель проводил поиск перспективных учеников по всей Европе, особо одарёнными занимался лично, и даже размещал у себя в доме, как, например, будущего выдающегося раввина Иехиэля Яакова Вайнберга.
В движении «мусар» были разные направления. В иешиве в Новогрудке, например, всё время проповедовали ничтожество человека, в то время как в Слободке царило более оптимистическое учение Финкеля, где большую роль играло понятие о достоинстве и величии Человека. Финкель стремился к тому, чтобы иешиботники пользовались уважением, чтобы они были хорошо одеты по текущей буржуазной моде, придавалось значение личной гигиене.
Система «мусар» подразумевала большую самоотдачу учеников, их сосредоточение на Торе и изоляция от посторонних влияний. В иешиве бытовало мнение, что администрация осуществляет надзор за учениками, в частности через агентов в их собственной среде. Финкель использовал дифференцированную стипендию с предпочтением к более верным последователям его движения.
Но и в «Слободки» были противники «мусара», что привело в 1897 году к расколу. Определённую роль сыграло тяготение студентов к Гаскале и сионизму, с которыми боролся Финкель.
В ходе Первой мировой войны иешива часть времени была закрыта, Финкель был арестован немецкими властями, переезжал с места на место: Минск, Кременчуг, Ковно, снова Слободка. Иешива восстановила уровень к 1920 году, после чего начался новый расцвет. Количество учеников дошло до 500.
В 1925 году правительство независимой Литвы поставило иешиву перед выбором: ввести светские предметы или потерять право на освобождение учеников от армии. Финкель не пошёл на компромисс, а открыл отделение иешивы в Палестине в городе Хеврон, куда переехала основная масса учеников и преподавателей. Сам Финкель, невзирая на преклонный возраст играл в иешиве большую роль и в Хевроне. Финкель скончался в Иерусалиме в 1927 году, и не увидел уже печально известный погром 1929 года в Хевроне, после которого иешива переехала в Иерусалим. Один из сыновей — Моше Финкель умер в Палестине при жизни отца в 1925 году, другой сын Шмуэль руководил иешивой в Гродно.